# Günther Kastenmeyer
Günther Kastenmeyer (* 20. November 1929 in Hamburg) ist ein deutscher Politiker (FDP).
Kastenmeyer wurde auf dem Bundesjugendtag vom 31. Mai bis 3. Juni 1962 in Berlin zum neuen Bundesvorsitzenden der Deutschen Jungdemokraten (DJD) gewählt. Auf dem übernächsten Bundesjugendtag vom 29. April bis 3. Mai 1964 in Coburg wurde er als Bundesvorsitzender von Karl Holl abgelöst. Von 1974 bis 1980 war er Bezirksamtsleiter in Eimsbüttel. Er kandidierte auf Platz 2 der Hamburger Landesliste der FDP zur Bundestagswahl 1969.